# ديبورا ماير
ديبورا ماير (بالإنجليزية: Deborah Meier)‏ (ولدت في 6 أبريل، 1931) هي معلمه أمريكية تعتبر في كثير من الأحيان مؤسسة حركة المدارس الصغيرة الحديثة. بعد قضاء عدة سنوات كمدرسة رياض أطفال في شيكاغو وفيلادلفيا ثم مدينة نيويورك، في عام 1974 أصبحت ماير مؤسسة ومديرة مدرسة سنترال بارك الشرقية البديلة، التي تبنت المثل العليا على مبادئ جون ديوي كمحاولة لتوفير تعليم أفضل للأطفال في هارلم الشرقية، ضمن نظام المدارس الحكومية بمدينة نيويورك.
عملت ماير بعد ذلك على فتح مدرستين أخرتين من المدارس الابتدائية العامة الصغيرة، مدرسة سنترال بارك إيست تو (حيث عملت أيضا كمدير رئيسي) ومدرسة ريفر إيست، وتقع المدرستين في شرق هارلم. في عام 1984، استطاع ماير تأسيس مدرسة سنترال بارك ايست الثانوية بمساعدة ودعم ائتلاف المدارس الأساسية لتيد سيزر. وقد تم توثيق نجاح هذه المدارس في ديفيد بنسمان سينترال بارك إيست وخريجيها: التعلم عن ظهر قلب (2000)، وفي فيلم فريدريك ويسمان الوثائقي «المدرسة الثانوية 2» (1994)، من بين العديد من المنشورات الأخرى. خلال هذا الوقت، وبعد ذلك، ساعد ماير لإنشاء شبكة من المدارس الصغيرة في مدينة نيويورك تقوم علي المبادئ التقدمية. ومن بين العديد من المجالس التي عملت فيها المجلس المؤسس للمجلس الوطني لمعايير التدريس المهني. في عام 1987 حصلت ماير على زمالة ماك آرثر، وتعد أول معلم أو مدير يحصل عليها.
في عام 1996 انتقلت ماير إلى بوسطن حيث أصبحت المدير المؤسس لمدرسة K-8 التجريبية الصغيرة، ومدرسة ميشن هيل، ضمن نظام المدارس العامة بوسطن. وهي حاليا في مدرسة ستينهاردت للثقافة والتعليم والتنمية البشرية في جامعة نيويورك، كأستاذ مساعد، وكذلك عضو مجلس إدارة ومدير المشاريع الجديدة في ميشن هيل، مدير ومستشار منتدى الديمقراطية والتعليم، والمجلس التنفيذي لتحالف المدارس الأساسية.
كتبت ماير عن مدرسة سنترال بارك إيست الثانوية في قوة أفكارهم: دروس لأمريكا من مدرسة صغيرة في هارلم (1995). وتشمل كتبها الأخرى، هل تحافظ المعايير على التعليم العام؟ (2000)؛ نحن نثق في المدارس: إنشاء مجتمعات التعلم في عصر الاختبار والتوحيد القياسي (2002)؛ مع تيد ونانسي سيزر، كيبينغ ششول: ليترز تو فاميليس من برينسيبالس أوف تو سمال ششولز (2004)؛ وشارك في تحريره مع جورج وود، العديد من الأطفال اليسار وراء (2004)، كل ما نشرته بيكون برس. شاركت في تأليف كتاب «اللعب من أجل الحفاظ: الحياة والتعلم في ملعب المدارس العامة» (2010) مع بيث تايلور وبريندا إنجل، شارك في تحرير التعليم في المواضيع: مقاربة للتعلم على مستوى المدرسة، وخلق المجتمع، وتعليم متباينة (2015) مع ماثيو نويستر وكاثرين كلونيس داندريا، وشارك في تأليف بيوند تستينغ: 7 تقييمات للطلاب والمدارس أكثر فعالية من الاختبارات الموحدة (2017) مع ماثيو كنستر، التي نشرتها مطبعة كلية المعلمين. وهي تعمل في مجالس تحرير «ذا نيشن» و «السياسة التعليمية» و «رسالة تعليم هارفارد» ومجلة «ديسنت» التي ساهمت فيها في العديد من المقالات، بما في ذلك مقالتها في الذكرى الخمسين للمعارضة «حول النقابات والتعليم» على أهمية التعاون النقابي في نجاحها في قيادة المدارس الحكومية في نيويورك وبوسطن. يتحدث ماير بانتظام ويكتب عن الروابط بين المدارس الصغيرة والتعليم الديمقراطي والتعليم من أجل الديمقراطية والتعليم التقدمي والتعليم العام.
حصلت ماير على شهادة البكالوريوس والماجستير من جامعة شيكاغو (ولكنها أمضت عامين في كلية أنطاكية قبل ذلك). حصلت على درجة فخرية من عدد كبير من الجامعات، بما في ذلك كلية بانك ستريت للتعليم، وجامعة براون، وجامعة كلارك، وكلية دارتموث، وجامعة هارفارد، وجامعة ليسلي، وجامعة ييل، وجامعة يورك.
شاركت في «نقاش مدونة» مع زميلة مدرسة ستينهاردت ديان رافيتش، من ضمن آخرين، على موقع أسبوع التعليم منذ 26 فبراير / شباط 2007.
في عام 2009، قام المركز الوطني للاختبار العادل والمفتوح، أو فيرتست، بعمل جائزة سنوية باسم ماير، بعنوان «جائزة ديبورا ماير في التعليم». ومن بين الحاصلين عليها ديان رافيتش، وجوناثان كوزول، وميشيل فاين، وكارين لويس، وليون بوتستين، ونانسي كارلسون-بيج، ولاني غينيه.